# Каррьер, Эли-Абель
Эли-Абель Каррьер (фр. Élie-Abel Carrière или фр. Élie Abel Carrière; 4 июня 1818, May-en-Multien — 17 августа 1896, Париж) — французский ботаник и садовод, возглавлявший сад Национального музея естественной истории в Париже.

## Биография
Эли-Абель Каррьер родился в департаменте Сена и Марна 4 июня 1818 года.
Каррьер был ведущим специалистом по хвойным растениям с 1850 по 1870 год. Он внёс значительный вклад в ботанику, описав множество новых видов растений. Эли-Абель описал также некоторые роды растений — Тсуга, Кетелеерия и Псевдотсуга. Каррьер возглавлял сад Национального музея естественной истории в Париже. В 1855 году Эли-Абель Каррьер опубликовал свою самую важную научную работу — «Traité Général des Conifères».
Эли-Абель Каррьер умер в Париже 17 августа 1896 года.

## Научная деятельность
Эли-Абель Каррьер специализировался на папоротниковидных и на семенных растениях. Он также опубликовал множество книг по выращиванию плодовых деревьев и по выведению сортов овощей.

## Научные работы
- Jardin fruitier — Fruits à pépins — Poires, 1845.
- Pépinières, 1855.
- Traité général des conifères ou description de toutes les espèces et variétés, Carriere, Elie Abel. París. 1855.
- Entretiens familiers sur l'horticulture, 1860.
- (Les) Arbres et la civilisation, Carriere, E. A. París. 1860.
- Guide pratique du jardinier multiplicateur, 1862.
- Production et fixation des variétées dans les végétaux, 1865.
- Arbre généalogique du groupe pêcher, 1867.
- Description et classification des variétés de pêchers et de brugnoniers, 1867.
- Encyclopédie horticole, 1880.
- Montreuil aux pêches-Historique et pratiques, 1880.
- Semis et mise à fruit des arbres fruitiers, 1881.
- Étude générale du genre Pommier, 1883.
- Pommiers microcarpes et pommiers d'agrément.
- La Vigne et Réfutations sur la culture de la vigne.
- Semis et mise à fruit des arbres fruitiers, 1880—1881.
- L'arbre fruitier haute tige. Manuel pratique d'arboriculture fruitière, 1908.

## Почести
Род растений Carrierea Franch. был назван в его честь.
В его честь были также названы следующие виды растений:
- Yucca × carrierei André[6]
- Tillandsia carrierei André[7]
- Euonymus carrierei Hort. ex Dippel[8]
- Ribes carrierei C.K.Schneid.[9]
- Cattleya carrierei Houllet[10]
- Pinus carrierei Roezl[11]
- Crataegus × carrierei Carrière[12]
- Crataegus carrierei Hort Vauvel[13].